# Kepler 33
Kepler 33 es  el sistema planetario formado por la estrella extrasolar de tipo espectral G1, descubierta en 2011, que le da nombre, y los cinco planetas extrasolares que la orbitan. Se encuentra a una distancia entre 3944 y 4086 años luz de la Tierra, en la constelación de Cygnus (El Cisne).

## Datos técnicos
La estrella se encuentra a una distancia aproximada de 3944 Años Luz de la Tierra. La magnitud aparente es de entre 14 y 16 y la magnitud absoluta de 3.51. Su edad es de 4.27 billones de años. Aunque no forma parte del contorno de la constelación de Cygnus, sí se encuentra dentro de los límites de la misma.
La temperatura de la superficie es de 5904 grados Kelvin. El tamaño es 1.8 veces el Sol y su masa es 1.29 la de nuestro Sol.
La luminosidad de la estrella es demasiado débil para ser vista desde la Tierra sin el uso de un telescopio.
El sistema Kepler-33 consta de cinco planetas validados.
| Nombre | Año desc. | Masa T  | Radio T | Semieje mayor (UA) | Período orbital (días obs.) | Nombres alternativos                                                 | Estado     |
| ------ | --------- | ------- | ------- | ------------------ | --------------------------- | -------------------------------------------------------------------- | ---------- |
| b      | 2011      | 3.68 MT | 1.74 RT | 0.0677             | 5.7                         | KOI-707.05, KOI-707 b, KIC 9458613 b, Gaia DR2 2127355923723254272 b | Confirmado |
| c      | 2011      | 0.39 MT | 3.2 RT  | 0.1189             | 13.2                        | KOI-707.04, KOI-707 c, KIC 9458613 c, Gaia DR2 2127355923723254272 c | Confirmado |
| d      | 2011      | 3.91 MT | 5.23 RT | 0.1662             | 21.8                        | KOI-707.01, KOI-707 d, KIC 9458613 d, Gaia DR2 2127355923723254272 d | Confirmado |
| e      | 2011      | 5.57 MT | 4.11 RT | 0.2138             | 31.8                        | KOI-707.03, KOI-707 e, KIC 9458613 e, Gaia DR2 2127355923723254272 e | Confirmado |
| f      | 2011      | 9.6 MT  | 4.56 RT | 0.2535             | 41                          | KOI-707.02, KOI-707 f, KIC 9458613 f, Gaia DR2 2127355923723254272 f | Confirmado |